# Neuville-sur-Brenne
Neuville-sur-Brenne è un comune francese di 781 abitanti situato nel dipartimento dell'Indre e Loira nella regione del Centro-Valle della Loira.

## Società

### Evoluzione demografica
Abitanti censiti